# Кожевников, Владимир Александрович
Владимир Александрович Кожевников (1852—1917) — русский историк культуры, философ и публицист.

## Биография
Родился 15 (27) мая 1852 года в семье купца первой гильдии, потомственного почётного гражданина г. Козлова — Александра Степановича Кожевникова и его жены Натальи Васильевны. У них было трое детей: кроме Владимира — брат Дмитрий (умерший в 24 года) и сестра Зинаида (в замужестве Прокофьева — мать инженера И. П. Прокофьева). После смерти жены отец женился на Марии Григорьевне Тарановской; в этом браке был рождён сын Григорий, будущий зоолог.
Он получил прекрасное домашнее образование, включавшее изучение основных европейских и древних языков. Учебными пособиями купеческому сыну служили труды Платона и Никомаха, Архимеда и Птолемея, Аристотеля и Эвклида, Теофраста и Плиния. В конце жизни Владимир Кожевников знал 14 языков, включая санскрит, свободно владел восемью.
Рано потеряв родителей, Владимир занимался образованием младших братьев. Это помешало ему получить систематическое образование: курсы истории и философии он посещал в качестве вольнослушателя Московского университета (1868—1873), но диплома о высшем образовании, в отличие от младших братьев, не получил.
Тем не менее многие современники признавали его не просто «учёным», но и «человеком необъятной учёности» (Н. А. Бердяев); в нём «жила целая академия наук и искусств» (С. Н. Булгаков).
По словам Н. С. Арсеньева, Кожевников был:

одним из самых выдающихся учёных… человеком огромных знаний, сильной и пытливой научной мысли, талантливым, глубоко самостоятельным исследователем, прямо поражающим ширью своего захвата и из ряда вон выходящей эрудицией — не той, которой довольствуются заурядные учёные, а более вглубь идущей, основанной на умении пытливо искать и находить всё новые и новые данные, характеризующие предмет или данную эпоху. 

…Он был серьёзным специалистом в самых различных областях. 

…Все более или менее значительные исследования и монографии по изучаемым им темам были ему хорошо знакомы, особенно те, что касались эпохи эллинизма, религиозной истории Индии, а также духовной культуры Средних веков. Но наиболее выдающимся специалистом он был, пожалуй, по истории итальянского Возрождения.
Его первая печатная работа «Нравственное и умственное развитие римского общества во II в.» (Козлов, 1874).

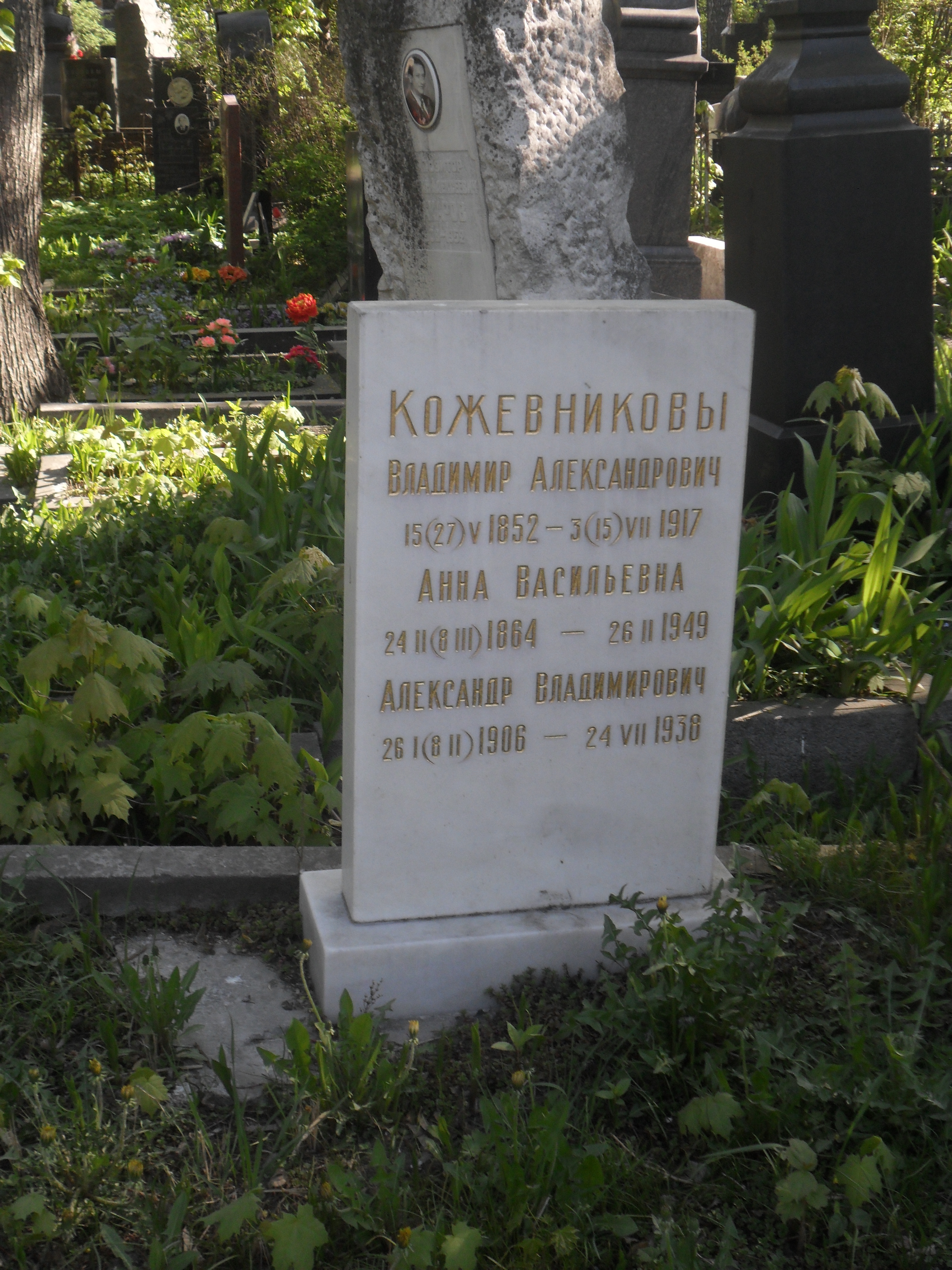
Могила Кожевникова на Новодевичьем кладбище Москвы.

В 1875 году он познакомился с Н. Ф. Фёдоровым, стал продвигать его идеи в сознание русского общества. Именно Кожевников и Н. П. Петерсон дали название «Философия общего дела» сочинениям Фёдорова, которые впервые издали под этим наименованием в 1906 году. В обширном научном наследии Кожевникова книга «Н. Ф. Федоров. Опыт изложения его учения по изданным и неизданным произведениям, переписке и личным беседам» (М., 1908, тираж 480 экз.) стала самым авторитетным и надёжным источником сведений о личности и идеях оригинального русского мыслителя; она до сих пор остаётся одним из самых глубоких и заслуживающих внимания изложений «Философии общего дела».
В 1880—1894 годах В. А. Кожевников находился за границей, занимаясь в крупнейших книгохранилищах Западной Европы; много путешествовал (помимо стран Европы посетил Аравию, Алжир, Тунис, Палестину).
Помимо энциклопедических познаний в философии, истории, религии, языкознании он хорошо разбирался в музыке и живописи. Огромный знаток истории древней церкви и её отцов, он хорошо разбирался не только в мистико-аскетическом богословии восточной церкви, но и в доктринах мистиков христианского Запада. Он занимался сравнительным изучением аскетических идеалов и написал небольшую, но чрезвычайно ценную и насыщенную знанием книжку об истории христианского аскетизма; к концу жизни он создал огромный двухтомный труд «Буддизм в сравнении с христианством». Фундаментальное исследование, почти в 1500 страниц, по культуре Ренессанса, и прежде всего его эстетических идеалов, лежало у него готовым в 14 рукописных томах, но так и осталось не напечатанным.
Умер 3 (16) июля 1917 года на станции Хлебниково Московской губернии. Похоронен на Новодевичьем кладбище. Свою богатейшую библиотеку (10 тысяч томов) он завещал книжному собранию Румянцевского музея. Незадолго до смерти писал В. В. Розанову:

…Как только прочёл я это учёное, рентгеновское определение, приложенное к снимку: — мало того что рак, но уже не поддающийся противодействию — так тотчас возгласил по правилу Златоуста: «Слава Богу о всем!» — и потянуло меня в храм, молиться… Я ждал (ибо ждал-таки такого приговора), что при вести о катастрофе, ощущу точно какой-то провал вокруг себя: померкнет небо, и всё побледнеет и обесцветится… и вдруг… как раз так обратное! Свет, мир, подъём, благодать! 

Солнце так славно пригревало на осенней лазури (день был с утренничком), золотая осень на севере у Ильинских ворот сверкала такой пышностью, таким рдением красок, и всё кругом, люди, прежде всего, стали лучше, милее… Вспомнились детки мои — будущие мои сироты: и что же? И над ними вижу, чувствую свет и мир, и вместо заботы, беспокойства о судьбе их, — какая-то тихая уверенность в Божьем Промысле, в Христовой охране и попечении… Ну, прямо чудо на душе!
Его сын, Александр Владимирович Кожевников (1906—1938) стал биологом.

## Сочинения
- Нравственное и умственное развитие римского общества во II веке: Историческое исследование. — Козлов: Тип. Ф. М. Фриш, 1874. — VI, 290 с.
- Бесцельный труд, «не-делание» или дело?: Разбор взглядов Эмиля Золя, Александра Дюма и гр. Л. Н. Толстого на труд. — М.: Тип. Э. Лисснера и Ю. Романа, 1893. — 52 с.;
  - 2-е изд., испр. — М.: Издание М. В. Клюкина, 1894. — 56 с.
- Плач церквей московских // Русский архив. — 1893. — № 3. — С. 288—297.
- Стены Кремля // Русский архив. — 1893. — № 11. — C. 365—377.
- Международная благодарность [о картине художника Н. С. Матвеева «Король Прусский Фридрих Вильгельм III с сыновьями благодарит Москву за спасение его государства»] // Русский архив. — 1896. — № 2.
- Философия чувства и веры в её отношениях к литературе и рационализму XVIII века и к критической философии. Ч. I. — М.: Тип. Г. Лисснера и А. Гешеля, 1897. — XXVIII, 757 с.
- Лука Элладский [: поэма] // Русское обозрение. — 1897. — № 12. — С. 486—496.
- Любовь погибает // Русский вестник. — 1898. — № 1.
- Из путевых впечатлений по Востоку [: 1. Св. София; 2. Цареградский Музей] // Русский вестник. — 1898. — № 9, 10.
- Северно-русские думы и впечатления: Очерки церковной и бытовой старины // Русский вестник. — 1899. — № 10,11,12.
- Сикстинская капелла. Письмо из Рима и стихотворение. — М.: Т-во типо-лит. и торговли В. Чичерина, 1898. — 26 с.
- [ совместно с Н. Ф. Фёдоровым ] Кончилась ли всемирная история? / Фёдоров Н. Ф., Кожевников В. А. // Русский архив. — 1900. — № 10. — С. 74—76.
- На сторожевом валу: памяти родных мест [: поэма] // Русское обозрение. — 1901. — № 1 (отд. оттиск: М., 1901).
- Обыденные храмы в Древней Руси // Русский вестник. — 1900. — № 1. — С. 216—217.
- [совместно с Н. Ф. Фёдоровым ] Чему научает древнейший христианский памятник в Китае: По поводу статьи С. С. Слуцко́го «Древнейший христианский памятник в Китае»[6]Фёдоров Н. Ф., Кожевников В. А. // Русский архив. — 1901. — № 3. — C. 223—229.
- Политические притязания и надежды католицизма // Русский вестник. — 1901. — № 12.
- Политический католицизм в Германии // Русский вестник. — 1902. — № 1.
- Значение А. А. Иванова в религиозной живописи. — М., 1907. — 4 с.
- О задачах русской живописи. — М.: Печатня А. И. Снегиревой, 1907. — [2], 7 c., [8] л. ил.(табл.)
- Николай Фёдорович Фёдоров. Опыт изложения его учения по изданным и неизданным произведениям, переписке и личным беседам: С прил. писем Ф. М. Достоевского, В. С. Соловьёва, А. А. Шеншина (Фета) и Л. Н. Толстого о Н. Ф. Фёдорове и его учении. — М.: Тип. Имп. Моск. ун-та, 1908. — 320 с.
  - переиздание: Кожевников В. А. Опыт изложения учения Н. Ф. Фёдорова по изданным и неизданным произведениям, переписке и личным беседам. — М.: Мысль, 2004. — 575 с. — (Философское наследие. Т.136). — ISBN 5244010077.
- Отношение социализма к религии вообще и к христианству в частности. — М.: Печатня А. И. Снегиревой, 1908;
  - 2-е изд. — 1909; 3-е изд. — 1912.
- О добросовестности в вере и неверии. — М.: Печатня А. И. Снегиревой, 1909.
- Исповедь атеиста: По поводу кн. Ле-Дантека «Атеизм» // Христианское чтение. — 1909. — № 5. — С. 659—681.
  - отельные издания: М., 1910; — 2-е изд. — М.: Религ.-филос. б-ка, 1911. — 28 с.; 3-е изд. — М.: Религ.-филос. б-ка, 1915 (Сергиев Посад). — 28 с.
- О значении христианского подвижничества в прошлом и настоящем. — М.: Скоропечатня А. И. Снегиревой, 1910.
- Религиозные картины В. М. Васнецова // Московские ведомости. — 1910. — 9 марта, № 55; 12 марта, № 58; 16 марта, № 61.
- Церковная деятельность женщины в Англии // Голос Церкви. — 1912. — Март-Апрель.
- Религия человекобожия у Фейербаха и Конта // Богословский вестник. — 1913. — Т. I., апрель; Т. II, май. — С.724-748; С.24-44. — отд. изд.: Сергиев Посад: Религ.-филос. б-ка, 1913. — 49 с.
- Непонятый храм // Дым отечества. — 1913. — № 2.
- Мысли об изучении святоотеческих творений. — М.: Религ.-филос. б-ка, 1912. — 24 с.
- Современное научное неверие, его рост, влияние и перемена отношений к нему. — М.: Религ.-филос. б-ка, 1912. — 156 с.
- Индусский аскетизм в добуддийский период // Богословский вестник. — 1914. — Т. I. — Январь, Февраль, Март, — С.51-83; С.254-278; С.496-537.
- Буддизм в сравнении с христианством: в 2 т. — Петроград: Типография М. Меркушева, 1916. — 633; 757 с.

письма
- Письма В. А. Кожевникова В. В. Розанову // Вестник русского христианского движения. — 1984. — Кн.143.
- Переписка П. А. Флоренского и В. А. Кожевникова // Вопросы философии. — 1991. — № 6.

издание трудов Н. Ф. Фёдорова
- Фёдоров Н. Ф. Философия общего дела: Статьи, мысли и письма Н. Ф. Федорова, изданные под редакцией В. А. Кожевникова и Н. П. Петерсона: в 2 т.
  - Том I. — Верный; М.: Типография Семиреченского Областного Правления, 1906. — XII, 731, III с.
  - Том II. — М., Печатня А. Снегиревой, 1913. — IX, 473 с.

переворды
- Табрум, Артур Г. Религиозные верования современных ученых / Пер. с англ. под ред. В. А. Кожевникова и Н. М. Соловьева. — М.: Творческая мысль, 1912. — XVI, 153 с.[7]

## Утерянные работы
- Борьба религиозного мировоззрения с светско-гуманистическим в период Возрождения: 2 тома.
- Преобладание теологического духа в европейской культуре до 1-й половины XVII века.
- Отношение между наукой и верой, от Реформации до конца XVIII века.
- Скептики и вольнодумцы XVII века.
- История отношений философии к теологии (разума к вере) в картезианский период.
- Религиозная критика от Реформации до конца XVII века.
- Значение Лейбница в истории религиозного рационализма.
- Протестантский поэтизм конца XVII и половины XVIII веков.
- Протестантское сектантство («сепаратизм») в XVII и XVIII столетиях (2 части: мистики и сепаратисты; братская община).
- Английские либеральные богословы XVII века.
- Влияние Локка на секуляризацию философской мысли и на отношение разума к вере. Английские деисты.
- Влияние Юма на развитие философского и религиозного рационализма.
- Французские «философы» XVIII века. Вольтер и его школа.
- Немецкое просвещение XVIII века.
- История учений о веротерпимости от Реформации до Революции.
- Вера в чудесное и демоническое в XVII и XVIII столетиях.
- Обмирщение этики и права в XVII и XVIII столетиях.
- Развитие педагогических учений от Возрождения до Революции (применительно к процессу секуляризации культуры).
- Развитие исторической и религиозной критики в XVIII веке.
- Реакция против рационализма. Шотландская философия.
- Философия чувства и веры Ф. Г. Якоби в его отношениях к «просвещению» XVIII века и к критической философии.
- Чтение об Игнатии Богоносце и ег посланиях.
- Очерки древнехристианской нравственности в противопоставлении с еврейскою и языческою по некоторым памятникам ранней христианской письменности.
- По мёртвым городам и музеям Римской Африки.
- Значение Лессинга в истории перехода от рационализма 18 века к историческому критицизму.1. Этюды:
- Влияние открытия Нового Света на нравственные и религиозные убеждения общества Возрождения.
- Развитие чувства природы в период Возрождения.
- Историческая и политическая народная поэзия времен Возрождения.
- Душевная драма Микеланджело.
- Власть звука. Мысли о воспитательно-образовательных задачах музыки.

## Архивы
- РГАЛИ, ф. 260;
- ГПБ, ф. 657.